# Gnamptonyx australis
Gnamptonyx australis là một loài bướm đêm trong họ Erebidae.